# Coust
Coust és un municipi francès, situat al departament de Cher i a la regió de Centre – Vall del Loira. L'any 2007 tenia 466 habitants.

## Demografia

### Població
El 2007 la població de fet de Coust era de 466 persones. Hi havia 184 famílies, de les quals 48 eren unipersonals (36 homes vivint sols i 12 dones vivint soles), 72 parelles sense fills, 56 parelles amb fills i 8 famílies monoparentals amb fills.
La població ha evolucionat segons el següent gràfic:
Habitants censats

### Habitatges
El 2007 hi havia 269 habitatges, 195 eren l'habitatge principal de la família, 45 eren segones residències i 29 estaven desocupats. 264 eren cases i 4 eren apartaments. Dels 195 habitatges principals, 161 estaven ocupats pels seus propietaris, 30 estaven llogats i ocupats pels llogaters i 4 estaven cedits a títol gratuït; 1 tenia una cambra, 9 en tenien dues, 28 en tenien tres, 54 en tenien quatre i 103 en tenien cinc o més. 156 habitatges disposaven pel capbaix d'una plaça de pàrquing. A 100 habitatges hi havia un automòbil i a 78 n'hi havia dos o més.

### Piràmide de població
La piràmide de població per edats i sexe el 2009 era:
| Homes | Edats   | Dones |
| ----- | ------- | ----- |
| 0     | 95 o +  | 0     |
| 0     | 90 a 94 | 0     |
| 0     | 85 a 89 | 0     |
| 0     | 80 a 84 | 0     |
| 4     | 75 a 79 | 0     |
| 24    | 70 a 74 | 4     |
| 28    | 65 a 69 | 16    |
| 16    | 60 a 64 | 20    |
| 20    | 55 a 59 | 16    |
| 20    | 50 a 54 | 16    |
| 24    | 45 a 49 | 20    |
| 16    | 40 a 44 | 12    |
| 28    | 35 a 39 | 24    |
| 4     | 30 a 34 | 12    |
| 16    | 25 a 29 | 8     |
| 8     | 20 a 24 | 4     |
| 16    | 15 a 19 | 12    |
| 16    | 10 a 14 | 20    |
| 8     | 5 a 9   | 16    |
| 12    | 0 a 4   | 12    |

## Economia
El 2007 la població en edat de treballar era de 272 persones, 181 eren actives i 91 eren inactives. De les 181 persones actives 168 estaven ocupades (98 homes i 70 dones) i 13 estaven aturades (8 homes i 5 dones). De les 91 persones inactives 41 estaven jubilades, 13 estaven estudiant i 37 estaven classificades com a «altres inactius».

### Ingressos
El 2009 a Coust hi havia 201 unitats fiscals que integraven 478,5 persones, la mediana anual d'ingressos fiscals per persona era de 14.665 €.

### Activitats econòmiques
Dels 13 establiments que hi havia el 2007, 1 era d'una empresa alimentària, 7 d'empreses de construcció, 1 d'una empresa de comerç i reparació d'automòbils, 1 d'una empresa de transport, 1 d'una empresa d'hostatgeria i restauració, 1 d'una empresa d'informació i comunicació i 1 d'una empresa de serveis.
Dels 6 establiments de servei als particulars que hi havia el 2009, 1 era un paleta, 1 guixaire pintor, 2 fusteries i 2 lampisteries.
L'únic establiment comercial que hi havia el 2009 era una fleca.
L'any 2000 a Coust hi havia 28 explotacions agrícoles que ocupaven un total de 1.853 hectàrees.

## Equipaments sanitaris i escolars
El 2009 hi havia una escola elemental.

## Poblacions més properes
El següent diagrama mostra les poblacions més properes.